# Тенхассен (тауншип, Миннесота)
Тенхассен (англ. Tenhassen) — тауншип в округе Мартин, Миннесота, США. На 2000 год его население составило 253 человека.

## География
По данным Бюро переписи населения США площадь тауншипа составляет 94,9 км², из которых 83,0 км² занимает суша, а 11,9 км² — вода (12,56 %).

## Демография
По данным переписи населения 2000 года здесь находились 253 человека, 108 домохозяйств и 77 семей.  Плотность населения —  3,0 чел./км².  На территории тауншипа расположено 125 построек со средней плотностью 1,5 построек на один квадратный километр. Расовый состав населения: 98,81 % белых, 0,40 % c Тихоокеанских островов, 0,79 % — других рас США.
Из 108 домохозяйств в 25,0 % воспитывались дети до 18 лет, в 67,6 % проживали супружеские пары, в 0,9 % проживали незамужние женщины и в 27,8 % домохозяйств проживали несемейные люди. 23,1 % домохозяйств состояли из одного человека, при том 16,7 % из — одиноких пожилых людей старше 65 лет. Средний размер домохозяйства — 2,34, а семьи — 2,78 человека.
18,6 % населения — младше 18 лет, 5,5 % — в возрасте от 18 до 24 лет, 22,1 % — от 25 до 44, 30,0 % — от 45 до 64, и 23,7 % — старше 65 лет. Средний возраст — 46 лет. На каждые 100 женщин приходилось 102,4 мужчин.  На каждые 100 женщин старше 18 приходилось 100,0 мужчин.
Средний годовой доход домохозяйства составлял 36 146 долларов, а средний годовой доход семьи —  40 000 долларов. Средний доход мужчин —  23 393  доллара, в то время как у женщин — 19 688. Доход на душу населения составил 23 902 доллара. За чертой бедности находились 6,6 % семей и 7,0 % всего населения тауншипа, из которых 4,8 % младше 18 и 14,5 % старше 65 лет.